# Tibor Bohdanovský
Tibor Bohdanovský (26. prosince 1920 – 5. října 1996) byl slovenský a československý politik Komunistické strany Slovenska a poúnorový poslanec Národního shromáždění ČSR, v 60. letech poslanec Slovenské národní rady.

## Biografie
Po volbách roku 1954 byl zvolen do Národního shromáždění za KSS ve volebním obvodu Nové Zámky-Komárno. Mandát nabyl až dodatečně v červenci 1959 jako náhradník poté, co zemřel poslanec Jozef Malík. V parlamentu setrval až do konce funkčního období, tedy do voleb roku 1960.
V letech 1950-1958 se uvádí jako náhradník (kandidát) a člen Ústředního výboru Komunistické strany Slovenska. 11. sjezd KSČ ho také zvolil za kandidáta Ústředního výboru Komunistické strany Československa.
Ve volbách roku 1964 se stal poslancem Slovenské národní rady.